# Thanoo Khadjadbhye
Thanoo Khadjadbhye (Thai: ธนู ขจัดภัย; * um 1930) ist ein ehemaliger thailändischer Badmintonspieler. Er war einer der bedeutendsten Spieler in Thailand in den 1950er Jahren.

## Sportliche Karriere
In seiner Heimat siegte Thanoo Khadjadbhye erstmals 1953 bei den thailändischen Meisterschaften im Herreneinzel und im Mixed mit Pratuang Pattabongse. 1957 und 1958 gewann er beide Titel erneut. 1959 wurde er bei den Südostasienspielen erster Titelträger im Herreneinzel.

## Sportliche Erfolge
| Saison | Veranstaltung               | Disziplin    | Platz | Name                                      |
| ------ | --------------------------- | ------------ | ----- | ----------------------------------------- |
| 1953   | Thailändische Meisterschaft | Mixed        | 1     | Thanoo Khadjadbhye / Pratuang Pattabongse |
| 1953   | Thailändische Meisterschaft | Herreneinzel | 1     | Thanoo Khadjadbhye                        |
| 1956   | Thailändische Meisterschaft | Herreneinzel | 1     | Thanoo Khadjadbhye                        |
| 1957   | Thailändische Meisterschaft | Mixed        | 1     | Thanoo Khadjadbhye / Pratuang Pattabongse |
| 1957   | Thailändische Meisterschaft | Herreneinzel | 1     | Thanoo Khadjadbhye                        |
| 1958   | Thailändische Meisterschaft | Mixed        | 1     | Thanoo Khadjadbhye / Pratuang Pattabongse |
| 1958   | Thailändische Meisterschaft | Herreneinzel | 1     | Thanoo Khadjadbhye                        |
| 1959   | Südostasienspiele           | Herreneinzel | 1     | Thanoo Khadjadbhye                        |